# Fissidens pellucinervis
Fissidens pellucinervis är en bladmossart som beskrevs av Edwin Bunting Bartram 1948. Fissidens pellucinervis ingår i släktet fickmossor, och familjen Fissidentaceae. Inga underarter finns listade i Catalogue of Life.